# Ernst Troeltsch
Ernst Troeltsch (n. 17 februarie 1865, Augsburg-Haunstetten⁠(d), Bavaria, Germania – d. 1 februarie 1923, Berlin, Republica de la Weimar) a fost un teolog protestant german, filozof al culturii și politician liberal.